# Michael Köhler (Chemiker)

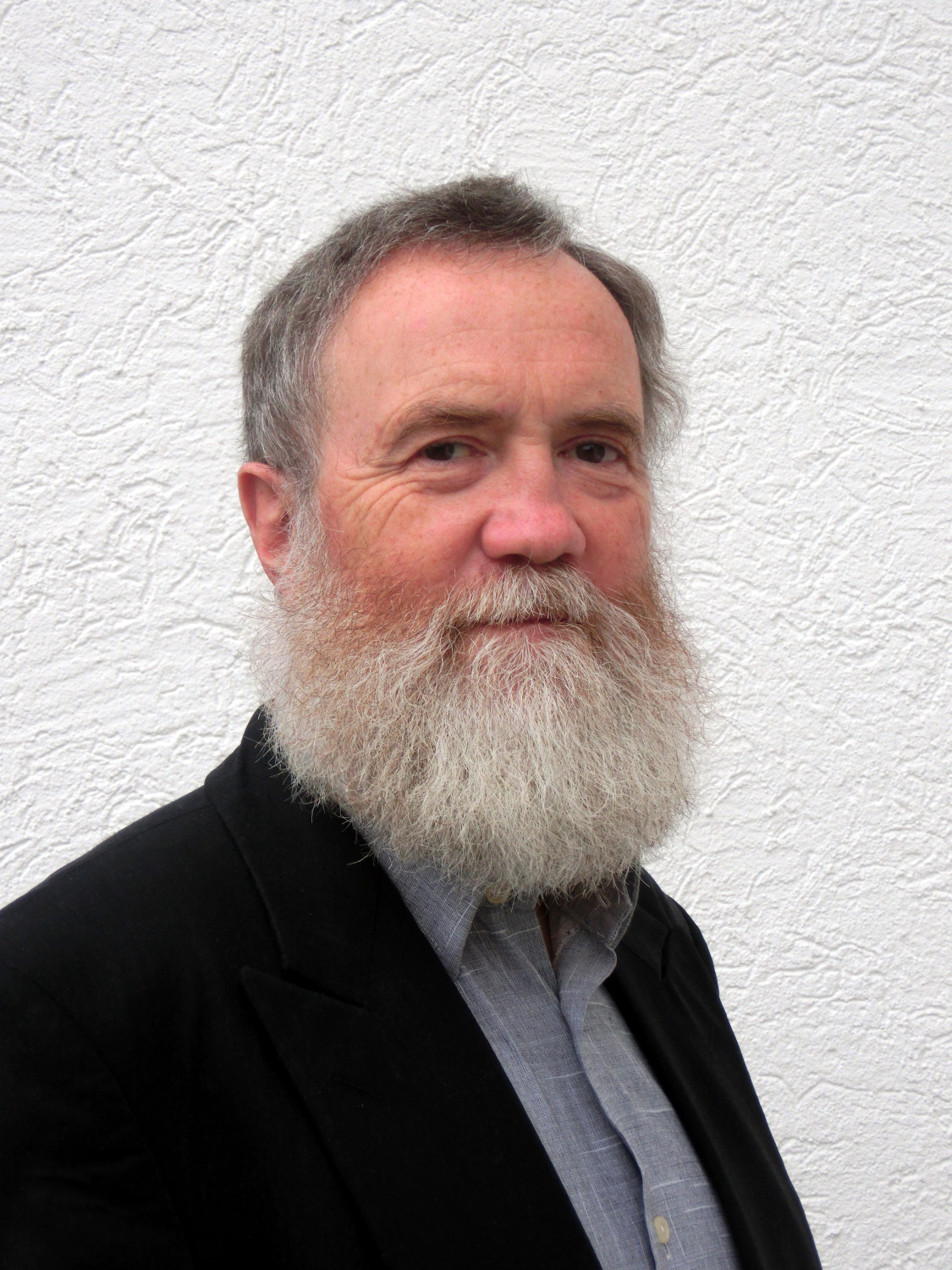
Michael Köhler (2002)

Johann Michael Köhler (* 19. Januar 1956 in Halle (Saale)) ist ein deutscher Chemiker.

## Leben
Michael Köhler entstammt einer Chemikerfamilie und wuchs in Halle auf. Nach dem obligatorischen Grundwehrdienst bei den Grenztruppen der DDR begann er 1976 ein Chemiestudium an der Universität Halle und wechselte 1979 an die Friedrich-Schiller-Universität Jena, wo er 1981 den Abschluss als Diplom-Chemiker erhielt und nach Promotion 1986 am PTI Jena 1992 habilitiert wurde.
2001 wurde Michael Köhler auf den Lehrstuhl für Physikalische Chemie und Mikroreaktionstechnik an der Technischen Universität Ilmenau berufen, welchen er bis zu seiner Emeritierung 2023 innehatte. Gemeinsam mit Kollegen publizierte er zahlreiche Fachbeiträge zur Mikroreaktionstechnik, Miniaturisierten Biotechnologie, Mikrosystemtechnik und der Synthese von Nanopartikeln.

## Privates
Michael Köhler ist ehrenamtlicher Bodendenkmalpfleger und Autor mehrerer Bücher und zahlreicher wissenschaftlicher Aufsätze zur Regionalgeschichte.
Michael Köhler ist verheiratet und hat vier Kinder.

## Veröffentlichungen

### Als Chemiker (Auswahl)

#### Publikationen in Fachzeitschriften
- S. Poser, T. Schulz, U. Dillner u. a.: Chip elements for fast thermocycling. In: Sensors and Actuators A-Physical. 1997.
- W. Fritzsche, H. Porwol, A. Wiegand u. a.: In-situ formation of Ag-containing nanoparticles in thin polymer films. In: Nanostructured Materials. 01/1998.
- J. Reichert, A. Csaki, J. M. Köhler: Chip-based optical detection of DNA hybridization by means of nanobead labeling. In: Analytical Chemistry. 2000.
- I. Schneegass, R. Brautigam, J. M. Köhler: Miniaturized flow-through PCR with different template types in a silicon chip thermocycler. In: Lab on a chip. 2001.
- K. Martin, T. Henkel, V. Baier u. a.: Generation of larger numbers of separated microbial populations by cultivation in segmented-flow microdevices. In: Lab on a chip. 2003.
- A. Grodian, J. Metze, T. Henkel u. a.: Segmented flow generation by chip reactors for highly parallelized cell cultivation. In: Biosensors & Bioelectronics. 2004.
- J. M. Köhler, T. Henkel, A. Grodian u. a.: Digital reaction technology by micro segmented flow – components, concepts and applications. In: Chemical Engineering Journal. 2004.
- J. Wagner, J. M. Köhler: Continuous synthesis of gold nanoparticles in a microreactor. In: Nano Letters. 2005.
- A. Funfak, A. Broesing, M. Brand u. a.: Micro fluid segment technique for screening and development studies on Danio rerio embryos. In: Lab on a chip. 2007.
- J. M. Köhler, L. Abahmane, J. Wagner u. a.: Preparation of metal nanoparticles with varied composition for catalytical applications in microreactors. In: Chemical Engineering Science. 2008.
- A. Knauer, A. Thete, S. Li u. a.: Au/Ag/Au double shell nanoparticles with narrow size distribution obtained by continous micro segmented flow synthesis. In: Chemical Engineering Journal. 2011.
- L. Abahmane, J. M. Köhler, G. A. Groß: Gold-Nanoparticle-Cat alyzed Synthesis of Propargy lamines: The Traditional A(3)-Multicomponent Reaction Performed as a Two-Step Flow Process. In: Chemistry – A European Journal. 2011.
- A. Knauer, A. Csaki, F. Moeller u. a.: Microsegmented Flow-Through Synthesis of Silver Nanoprisms with Exact Tunable Optical Properties. In: Journal of Physical Chemistry. 2012.
- J. Cao, D. Kürsten, S. Schneider u. a.: Uncovering toxicological complexity by multi-dimensional screenings in microsegmented flow: Modulation of antibiotic interference by nanoparticles. In: Lab on a chip. 2012.

### Als Privatautor (Auswahl)
- M. Köhler: Thüringer Burgen und befestigte vor- und frühgeschichtliche Wohnplätze. Jenzig-Verlag, 2001, ISBN 3-910141-43-9.[3]
- M. Köhler: Thüringer Triften und Trassen. Frühe Wege in den Landschaften zwischen Werra und Weißer Elster. Jenzig-Verlag, 2015.[4]
- M. Köhler: Thüringer Berge und ihre Sagen. Jenzig-Verlag, ISBN 978-3-941791-02-2.[5]